# John Charles Dunne
John Charles Dunne (* 30. Oktober 1937 in Brooklyn) ist emeritierter Weihbischof in Rockville Centre.

## Leben
John Charles Dunne empfing am 1. Juni 1963 die Priesterweihe für das Bistum Rockville Centre. 
Papst Johannes Paul II. ernannte ihn am 21. Oktober 1988 zum Titularbischof von Abercornia und zum Weihbischof in Rockville Centre. Die Bischofsweihe spendete ihm der Bischof von Rockville Centre, John Raymond McGann, am 13. Dezember desselben Jahres; Mitkonsekratoren waren James Joseph Daly, Weihbischof in Rockville Centre, und Alfred John Markiewicz, Bischof von Kalamazoo.
Am 22. Juni 2013 nahm Papst Franziskus sein aus Altersgründen vorgebrachtes Rücktrittsgesuch an.